# Bachorchester zu Leipzig
Das Bachorchester zu Leipzig (mitunter auch Bachorchester Leipzig, ehemals Bachorchester des Gewandhauses zu Leipzig) ist ein Kammerorchester aus Musikern des Leipziger Gewandhausorchesters, das insbesondere Musik von Johann Sebastian Bach und anderen Meistern des Barock und der Vorklassik interpretiert. Sein Leiter ist Christian Funke.

## Geschichte
Gewandhauskapellmeister Franz Konwitschny führte mit einer kleinen Besetzung des Gewandhausorchesters zum Bachfest Leipzig 1962 Bachs sechs Brandenburgische Konzerte mit großem Erfolg auf. Da es Konwitschnys letztes Dirigat in Leipzig vor seinem Tode war, leitete daraus der Konzertmeister des Gewandhausorchesters Gerhard Bosse die Weiterführung als Vermächtnis Konwitschnys ab und etablierte in der chefdirigentenlosen Zeit die kleine Besetzung 1963 als „Bach-Orchester des Gewandhauses zu Leipzig“. Dieses Orchester unternahm in der Folgezeit mehrere Konzertreisen ins westliche Ausland, unter anderem als eines der ersten DDR-Ensembles in die BRD nach dem Mauerbau von 1961, was den Unmut der übrigen Orchestermitglieder des Gewandhauses hervorrief. 
Gerhard Bosse und der Gewandhausdirektor Karl Zumpe beschwichtigten diese mit angeblichen, in Wirklichkeit aber nicht existierenden, staatlichen Beschlüssen. Die internationalen Erfolge des Bachorchesters und die etwas für Ausgleich sorgende Regelung, Mitglieder des Bachorchesters bei Auslandsreisen des Gewandhausorchesters weniger zu berücksichtigen, sorgten für etwas Ruhe.
Bei sich abschwächendem Interesse des Auslandes in den 1970er Jahren, unter anderem wegen zahlreicher Neugründungen von Bachorchestern, begründete sich ab 1974 eine Tradition der jährlichen Aufführung der sechs Brandenburgischen Konzerte im Winter in der Westberliner Philharmonie.
1987 ging Gerhard Bosse in Rente. 1979 hatte Kurt Masur Christian Funke aus der Dresdner Staatskapelle unter der Zusage nach Leipzig geholt, nach Bosse das Bachorchester übernehmen zu können. Obwohl Masur mit dem Gedanken spielte, das etwas überalterte Bachorchester zugunsten anderer jüngerer Kammermusikensembles aufzulösen, bestand Funke auf dem Versprechen. Das hielt Masur dergestalt ein, dass er das Bachorchester vollständig vom Gewandhausorchester trennte, das heißt, das Musizieren der Gewandhausmitglieder im Bachorchester galt nun als Neben- oder Freizeitbeschäftigung.
Das nun neu formierte Bachorchester trat erstmals am 16. Januar 1988 im Gewandhaus auf und nahm alsbald eine erfolgreiche Reisetätigkeit auf. Als nach der Wende 1990 die zentral vermittelnde Künstler-Agentur der DDR ihre Arbeit einstellte, war Christian Funke durch die Ablösung vom Gewandhaus auf diese Situation gut vorbereitet. Um auch den letzten Konflikt mit dem Gewandhausorchester zu lösen, wurde 2014 der nach der Herauslösung aus dem Gewandhaus belassene Name „Bachorchester des Gewandhauses zu Leipzig“ verkürzt zu „Bachorchester zu Leipzig“.